# Смагулов, Агыбай Дынкенович
Агыбай Дынкенович Смагулов (каз. Ағыбай Дынкенұлы Смағұлов; род. 2 августа 1956, Барнаул) — казахстанский дипломат. Чрезвычайный и Полномочный Посол Казахстана в Афганистане (2005—2011), Таджикистане (2011—2017).

## Биография
Окончил Московское высшее пограничное училище в 1977 году и Дипломатическую академию Министерства иностранных дел СССР в 1988 году.
В 1977—1992 годах служил на командных должностях в Пограничных войсках КГБ СССР.
1992 г. — начальник отдела протокола и переводов Министерства внешнеэкономических связей Республики Казахстан.
1992—1996 гг. — консультант отдела политического анализа аппарата президента и кабинета министров Казахстана, помощник государственного советника Республики Казахстан Тулегена Жукеева, помощник заместителя премьер-министра Казахстана, помощник секретаря Совета безопасности Казахстана.
1996—1998 гг. — первый секретарь, советник посольства Казахстана в Республике Корея.
1998—2000 гг. — начальник управления информационного анализа, заместитель директора департамента международного экономического сотрудничества Министерства иностранных дел Казахстана (МИД РК).
2000—2004 гг. — советник посольства Казахстана в Иране.
2004—2005 гг. — руководитель канцелярии министра, директор департамента информационно-аналитической работы и прогнозных оценок МИД РК.
Август 2005 г. — май 2011 г. — Чрезвычайный и Полномочный Посол Республики Казахстан в Исламской Республике Афганистан.
Май 2011 г. − 2017 г. — Чрезвычайный и Полномочный Посол Республики Казахстан в Республике Таджикистан.
В 2018 году был назначен заместителем председателя Исполнительного комитета Содружества Независимых Государств.